# Ichthyaria oculata
Ichthyaria oculata är en mossdjursart som beskrevs av Busk 1884. Ichthyaria oculata ingår i släktet Ichthyaria och familjen Calwelliidae. Inga underarter finns listade i Catalogue of Life.